# دویچه گرامافون
دویچه گراموفون (انگلیسی: Deutsche Grammophon) یک ناشر موسیقی کلاسیک آلمانی، همچنین قدیمی ترین رکورد لیبل فعال موسیقی  و از بزرگ‌ترین ناشران موسیقی کلاسیک در جهان است که در سال ۱۸۹۸ میلادی توسط امیل برلینر، در شهر برلین تأسیس شده است. دویچه گراموفون در سال ۱۹۹۹ میلادی، وارد زیرمجموعه‌ی رکورد لیبل بزرگ یونیورسال میوزیک گروپ شد و فعالیت خود را همچنان ادامه می‌دهد.

## تاریخچه
دویچه گرامافون در سال ۱۸۹۸ توسط امیل برلینر، شهروند آلمانی‌تبار ایالات متحده امریکا، به عنوان شعبه آلمانی شرکت برامرون گرامافون تأسیس شد. برلینر، برادرزاده خود جوزف سندرز را از آمریکا برای راه ‌اندازی آن به آلمان فرستاد. این شرکت که در شهر هانوفر (محل تولد بنیانگذار) واقع بود، وابسته به شرکت آمریکایی ویکتور تاکینگ ماشین و شرکت ‌گرامافون انگلیس بود، اما این وابستگی با شروع جنگ جهانی اول در سال ۱۹۱۴ پایان یافت. اگر چه دیگر بر خلاف شرکت گرامافون بریتانیایی، دویچه گراموفون تا اواخر دهه چهل از علامت تجاری "صدای استادش" با تصویر سگ نیپر استفاده می کرد. در سال ۱۹۴۱، دویچه گراموفون توسط شرکت لوازم الکترونیکی زیمنس و هالسک خریداری شد.

## همکاری‌ها
بین رهبران ارکستر، هربرت فون کارایان بیشترین همکاری را با دویچه گرامافون داشته است. از رهبرهای دیگری که تحت قرارداد با این لیبل بوده‌اند میتوان فرانک فریکسای، کارلوس کلایبر، کارل بوم، کارل ریشتر، اویگن یخوم، رافائل کوبلیک، لئونارد برنشتاین، پیر بولز، کلادیو آبادو و کریستین تیله‌مان بودند. از قراردادهای اخیر می‌توان به گوستاو دودامل و دنیل بارنبویم اشاره کرد.